# Ridiculous
Ridiculous est une émission de télévision américaine présentée par Rob Dyrdek accompagnée de Steerling Brim "Steelo" et Chanel West Coast, diffusée depuis le 29 août 2011 sur MTV et MTV2.
En France, l'émission originale est diffusée sur MTV France. Plus tard, une déclinaison française nommée Ridiculous : Made In France est diffusée le 29 mars 2016 sur MTV France,.

## Synopsis
L'émission montre des vidéos virales sur Internet, impliquant des habituelles échecs aux tentatives de cascades à la Do it yourself, que le présentateur et ses complices  commentent. Bien que le format ait une certaine similitude avec les émissions où les vidéos sont animées par les téléspectateurs, comme celle diffusée sur ABC : America's Funniest Home Videos, les producteurs de Ridiculous et ceux de la chaîne MTV, n'acceptent pas les présentations de téléspectateurs imitant les cascades et diffusent un avertissement avant et après chaque émission. Selon la nature dangereuse des cascades étant montré, toute tentative de soumettre une vidéo à l'émission ne sera diffusée.

## Production
Le 10 septembre 2012, Ridiculous est renouvelé pour une troisième saison de vingtaine d'épisodes,. Il a été diffusé le 14 février 2013, et a inclus un croisement avec l'émission de téléréalité Bienvenue à Jersey Shore ! quand Pauly D est l'invitée. Elle est diffusée plus tard en avril 2013 et rediffusé le 18 juillet 2013. La saison 3 a obtenu en moyenne une cote de 1,6 % pour les 12-34 ans et est la première saison de l'émission de câbles originaux dans son intervalle de temps avec les 12-34 ans.
En octobre 2015, certains épisodes de Ridiculous ont été reconditionnés pour remplacer le thème de l'émission avec une piste de production équivalente ainsi que d'omettre toutes les autres chansons bien connues utilisées tout en montrant les clips.

## Émissions

### Panorama des émissions
| Saison | Saison | Émissions | États-Unis         | États-Unis        |
| Saison | Saison | Émissions | Début de saison    | Fin de saison     |
| ------ | ------ | --------- | ------------------ | ----------------- |
|        | 1      | 16        | 29 août 2011       | 19 décembre 2011  |
|        | 2      | 20        | 30 avril 2012      | 5 novembre 2012   |
|        | 3      | 20        | 14 février 2013    | 19 septembre 2013 |
|        | 4      | 21        | 2 janvier 2014     | 3 avril 2014      |
|        | 5      | 18        | 10 juillet 2014    | 30 octobre 2014   |
|        | 6      | 32        | 1er janvier 2015   | 25 juin 2015      |
|        | 7      | 30        | 8 octobre 2015     | 30 juin 2016      |
|        | 8      | 30        | 7 juillet 2016     | 27 septembre 2016 |
|        | 9      | 30        | 20 janvier 2017    | 22 juin 2017      |
|        | 10     | 30        | 1er septembre 2017 | 26 janvier 2018   |
|        | 11     | 41        | 5 août 2018        | 12 octobre 2018   |
|        | 12     | 43        | 19 octobre 2018    | 13 février 2019   |
|        | 13     | 41        | 17 février 2019    | 10 mai 2019       |
|        | 14     | 42        | 17 mai 2019        | 6 septembre 2019  |
|        | 15     | 39        | 7 septembre 2019   | 29 décembre 2019  |
|        | 16     | 39        | 6 janvier 2020     | 11 mars 2020      |
|        | 17     | 39        | 20 avril 2020      | 14 septembre 2020 |
|        | 18     | en cours  | 15 septembre 2020  | en cours          |

### Émissions spéciales
| N° | Titre original                       | Invités       | Première diffusion | Audiences (en millions) |
| -- | ------------------------------------ | ------------- | ------------------ | ----------------------- |
| 1  | The Ridiculousness Top 10 Super Show | Non           | 3 septembre 2012   | -                       |
| 2  | Best of the Guests                   | Non           | 25 avril 2013      | -                       |
| 3  | A Very Merry Ridiculousness          | Santa Claus   | 29 novembre 2013   | -                       |
| 4  | Super Party                          | Non           | 3 mars 2016        | -                       |
| 5  | Sports Spectacular                   | Non           | 10 mars 2016       | -                       |
| 6  | Love, Hugs, & Slams                  | Non           | 7 avril 2016       | -                       |
| 7  | Family Style                         | Non           | 5 mai 2016         | -                       |
| 8  | Grossest Episode Ever                | Non           | 12 mai 2017        | -                       |
| 9  | Ridic Remix                          | Alanar        | 9 juin 2017        | -                       |
| 10 | Summer Vacation                      | Non           | 15 juin 2017       | -                       |
| 11 | The Ridickys                         | Non           | 1er septembre 2017 | -                       |
| 12 | Kidiculousness                       | Non           | 15 septembre 2017  | -                       |
| 13 | The Happy Everything Episode         | Non           | 1er décembre 2017  | -                       |
| 14 | Snowdiculousness                     | Non           | 1er décembre 2017  | -                       |
| 15 | Chick-ulousness                      | Non           | 1er décembre 2017  | -                       |
| 16 | Nerdiculousness                      | Non           | 8 décembre 2017    | -                       |
| 17 | Bro-diculousness                     | Non           | 8 décembre 2017    | -                       |
| 18 | Red, White and Bluediculousness      | Non           | 5 janvier 2018     | -                       |
| 19 | Highdiculousness                     | Non           | 12 janvier 2018    | -                       |
| 20 | Rockdiculousness                     | Steel Panther | 12 janvier 2018    | -                       |
| 21 | The Ridiculousness 500               | Non           | 12 janvier 2018    | -                       |
| 22 | VMA Moments                          | Non           | 17 août 2019       | -                       |
| 23 | VMA Awards                           | Non           | 23 août 2019       | -                       |
| 24 | Grossness                            | Non           | 10 février 2020    | -                       |
| 25 | Grossness II                         | Non           | 11 février 2020    | -                       |
| 26 | WTFness                              | Non           | 12 février 2020    | -                       |
| 27 | WTFness II                           | Non           | 13 février 2020    | -                       |
| 28 | Bustedness                           | Mike Majlak   | 6 mai 2020         | 0,29                    |
| 29 | Bustedness II                        | Mike Majlak   | 7 mai 2020         | 0,18                    |

## Versions internationales
Le programme a eu beaucoup de succès sur le plan international, ce qui a finalement conduit à la création des versions localisées dans certaines pays. Ces versions sont hébergées par des célébrités locales dans leurs pays respectives et sont diffusées sur les réseaux internationaux de MTV, aux côtés de la version originale des États-Unis, ou sur d’autres chaînes sélectionnées.
| Pays           | Chaîne                                            | Titre                       | Année de diffusion | Ref.   |
| -------------- | ------------------------------------------------- | --------------------------- | ------------------ | ------ |
| Canada         | MTV Canada, Priscilla Network (occasionnellement) | It's Ridiculous             | Depuis 2012        | -      |
| Chili          | Canal 13                                          | Ridiculous Chili            | Depuis 2015        | [ 9 ]  |
| France         | MTV France                                        | Ridiculous: Made In France  | Depuis 2016        | [ 1 ]  |
| Espagne        | MTV Espagne                                       | Ridiculous: Made In Espagne | Depuis 2016        | [ 10 ] |
| Brésil         | MTV Brésil                                        | Ridiculous MTV              | Depuis 2016        | [ 11 ] |
| Afrique du Sud | MTV Africa (et en simultané sur MTV Base Africa)  | Ridiculous Afrique          | Depuis 2016        | -      |
| Mexique        | MTV Afrique Latine                                | Ridiculous MTV              | Depuis 2016        | -      |
| Suède          | MTV Suède                                         | Ridiculous Suède            | Depuis 2016        | [ 12 ] |
| Pologne        | MTV Pologne                                       | Ridiculous: Made In Pologne | Depuis 2016        | [ 13 ] |
| Italie         | MTV Italie                                        | Ridiculous Italie           | Depuis 2016        | [ 14 ] |
| Pays-Bas       | MTV Pays-Bas                                      | Dutch Ridiculousness        | Depuis 2016        | [ 15 ] |
| Belgique       | MTV Belgique                                      | Ridiculous                  | Depuis 2016        | [ 15 ] |
| Danemark       | MTV Danemark                                      | Ridiculous Danemark         | Depuis 2017        | [ 16 ] |

## Réception critiques
L'émission rencontre des mélanges de critiques positives et reçoit une cote moyenne de 7,3 sur TV.com.
David Wiegand du San Francisco Chronicle a déclaré : « La meilleure chose à regarder (vidéos virales) en ligne, c'est que vous n'avez pas à écouter Dyrdek patter ou les contributions stellaires de ses invités... le plus grand danger est en regardant l'émission. En premier lieu: vous pourriez mourir d'ennui. En d'autres terme n'essayer pas cela à la maison ».
En 2016, une étude du New York Times sur les 50 émissions télévisées les plus populaires sur Facebook a révélé que Ridiculous est « le plus populaire dans les régions rurales de l'Alaska, du Nouveau-Mexique et du Montana et moins populaire à Washington DC, Atlanta et San Francisco ».